# Campoplex cajae
Campoplex cajae är en stekelart som beskrevs av Heinrich Boie 1855. Campoplex cajae ingår i släktet Campoplex och familjen brokparasitsteklar. Inga underarter finns listade.